# Provincia de Chinú
La provincia de Chinú fue una de las provincias del Estado Soberano de Bolívar (Colombia). Fue creada por medio de la ley del 26 de diciembre de 1862, a partir del territorio del departamento de Corozal. Tuvo por cabecera a la ciudad de Chinú. La provincia comprendía parte del territorio de la actual región sucreña de San Jorge y de las regiones cordobesas de Sabanas y San Jorge.

## División territorial
En 1876 la provincia comprendía los distritos de Chinú (capital), Ayapel, Caimito, Sahagún, San Andrés de Sotavento, San Benito Abad, San Marcos y Santiago.